# Intruder (1989)
Intruder (bra: Violência e Terror; prt: Terror Fora de Horas) é um filme de terror, produzido nos Estados Unidos em 1989, co-escrito por Lawrence Bender e Scott Spiegel e dirigido por Scott Spiegel.

## Sinopse
Ex-namorado de uma garota que trabalha à noite num supermercado decide procurar a jovem para tentar uma reconciliação. Eles discutem e a moça deixa claro que não quer saber de voltar, mandando-o embora. Mas, quando o supermercado fecha e alguns funcionários ainda permanecem lá dentro fazendo inventários, o terror surge de forma violenta. Um a um, os empregados vão sendo assassinados. A garota sabe que se trata do insano ex-namorado e agora terá de juntar suas forças com os outros colegas de trabalho para tentar fugir da fúria assassina do rapaz.

## Elenco
| Ator / Atriz         | Personagem                         |
| -------------------- | ---------------------------------- |
| Elizabeth Cox        | Jennifer Ross                      |
| Renée Estevez        | Linda                              |
| Dan Hicks            | Bill Roberts (como Danny Hicks)    |
| David Byrnes         | Craig Peterson                     |
| Sam Raimi            | Randy                              |
| Eugene Robert Glazer | Danny (como Eugene Glazer)         |
| Billy Marti          | Dave                               |
| Burr Steers          | Bub                                |
| Craig Stark          | Tim                                |
| Ted Raimi            | Produce Joe                        |
| Alvy Moore           | Officer Dalton                     |
| Tom Lester           | Officer Mathews                    |
| Emil Sitka           | Mr. Abernathy                      |
| Bruce Campbell       | Officer Howard                     |
| Lawrence Bender      | Officer Adams                      |
| Gregory Nicotero     | Townie In Car (como Greg Nicotero) |